# Altınyayla (Burdur)
Altınyayla (dt.: Goldene Weide) ist ein Landkreis und eine Kreisstadt in der türkischen Provinz Burdur. Altınyayla liegt im Süden der Provinz und grenzt im Norden an den Kreis Gölhisar und im Osten an den Kreis Çavdır. Im Westen grenzt der Kreis Çameli (Provinz Denizli) und im Süden der Kreis Seydikemer (Provinz Muğla) an Altınyayla. Das Stadtsiegel trägt die Zahl 1955, in diesem Jahr erhielt der Ort den Status einer Gemeinde (Belediye/Belde)
Der Landkreis entstand am 20. Mai 1990 aus dem gleichnamigen Bucak im Kreis Gölhisar. Der Bucak bestand damals aus der Belediye Dirmil und zehn Dörfern. Zur Volkszählung 1985 hatte er 11565 Einwohner.
Der Kreis ist der zweitkleinste der Provinz und besteht neben der Kreisstadt (mit knapp 57 Prozent der Kreisbevölkerung) noch aus fünf Dörfern (Köy) mit durchschnittlich 468 Bewohnern. Kızılyaka ist mit 847 Einwohnern das größte Dorf.